# のりたえ
のりたえ（1988年1月29日 - ）は、東京都出身の双子モデル。

## メンバー
- のり（本名：高松法子（たかまつ のりこ）

身長160cm。
立ち位置は右。妹。
- たえ（本名：高松妙子（たかまつ たえこ）

身長156cm。
立ち位置は左。姉。

## 活動
- 所属事務所は株式会社エストエム。
- 2010年2月、アーティスト名「NoriTae」で歌手デビュー。

## 雑誌
- Popteen
- DIME NO.5 双子特集に掲載

## テレビ出演
- FutureTracks（テレビ朝日系、2010年）
- ズームイン!!SUPER（日本テレビ系、2009年）